# Serbische Badmintonmeisterschaft 2018
Die Serbische Badmintonmeisterschaft 2018 fand vom 2. bis zum 3. Juni 2018 in Belgrad statt.

## Medaillengewinner
| Disziplin    | Gold                         | Silber                           | Bronze                            |
| ------------ | ---------------------------- | -------------------------------- | --------------------------------- |
| Herreneinzel | Luka Milić                   | Andrija Doder                    | Borko Petrović                    |
| Herreneinzel | Luka Milić                   | Andrija Doder                    | Sergej Lukić                      |
| Dameneinzel  | Marija Sudimac               | Sara Lončar                      | Sanja Perić                       |
| Dameneinzel  | Marija Sudimac               | Sara Lončar                      | Marta Bogdanović                  |
| Herrendoppel | Andrija Doder Luka Milić     | Sergej Lukić Mihajlo Tomić       | Ilija Pavlović Borko Petrović     |
| Herrendoppel | Andrija Doder Luka Milić     | Sergej Lukić Mihajlo Tomić       | Igor Bjelan Nenad Milošević       |
| Damendoppel  | Sara Lončar Marija Sudimac   | Marta Bogdanović Nataša Pavlović | Kristina Jovin Sanja Perić        |
| Damendoppel  | Sara Lončar Marija Sudimac   | Marta Bogdanović Nataša Pavlović | Marija Bulatović Sofija Dmitrović |
| Mixed        | Andrija Doder Marija Sudimac | Mihajlo Tomić Sara Lončar        | Borko Petrović Ivona Pavlović     |
| Mixed        | Andrija Doder Marija Sudimac | Mihajlo Tomić Sara Lončar        | Igor Bjelan Nataša Pavlović       |